# Rüppells lawaaimaker
Rüppells lawaaimaker (Cossypha semirufa) is een kleine insectenetende vogel die voorkomt in Afrika. De vogel heet in het Nederlands naar de bedenker van de wetenschappelijke naam, de Duitse natuuronderzoeker  Eduard Rüppell die de vogel in 1840 beschreef.

## Kenmerken
De vogel is 18 tot 19 cm lang en weegt 22 tot 31 g. Deze lawaaimaker lijkt erg op de witbrauwlawaaimaker (C. heuglini), maar is iets kleiner. De nominaat heeft een donkere kop met een lange, witte wenkbrauwstreep. De vogel heeft een oranjebruine nek, keel, borst en buik. De rug en vleugeldekveren zijn  donkerder dan die van de witbrauwlawaaimaker. De stuit en bovenstaartveren zijn kastanjebruin, met zwarte (in plaats van olijfkleurige) middelste staartpennen. De snavel is zwart en de poten zijn grijsbruin.

## Verspreiding en leefgebied
Er zijn drie ondersoorten:
- C. s. semirufa (Eritrea, Zuid- en West-Ethiopië, Zuidoost-Soedan en Noord-Kenia)
- C. s. donaldsoni (Oost-Ethiopië en Noordwest-Somalië)
- C. s. intercedens (Midden- en Zuidoost-Kenia en Noord-Tanzania)

De leefgebieden in montaan en submontaan gebied tussen de 1000 en 2300 m boven de zeespiegel langs de randen van altijd groenblijvend bos, riviergeleidend bos, struikgewas en dichte begroeiing in tuinen van buitenwijken. Komt in het hooggebergte van het verspreidingsgebied voor tot op 3200 m boven de zeespiegel.

## Status
De grootte van de populatie is niet gekwantificeerd. De vogel plaatselijk algemeen in geschikt habitat. Het leefgebied wordt aangetast waardoor de aantallen achteruit gaan. Echter, het tempo van achteruitgang ligt onder de 30% in tien jaar (minder dan 3,5% per jaar), daarom staat Rüppells lawaaimaker als niet bedreigd op de Rode Lijst van de IUCN.